# Aboubacar Haïdara
Aboubacar Haïdara (ur. 20 listopada 1977) – piłkarz malijski grający na pozycji pomocnika.

## Kariera klubowa
Od 2000 roku Haïdara występuje w Egipcie. Był zawodnikiem takich klubów jak El-Ittihad El-Iskandary, Ghazl El-Mehalla, Smouha SC, Tersana SC, El-Masry. W 2010 roku został zawodnikiem El-Entag El-Harby z Kairu.

## Kariera reprezentacyjna
W reprezentacji Mali Haïdara zadebiutował w 1999 roku. W 2002 roku był powołany do kadry na Puchar Narodów Afryki 2002. Był na nim rezerwowym i nie rozegrał żadnego meczu, a Mali zajęło 4. miejsce w tym turnieju. W kadrze narodowej grał do 2002 roku.